# Орден Цинцінната

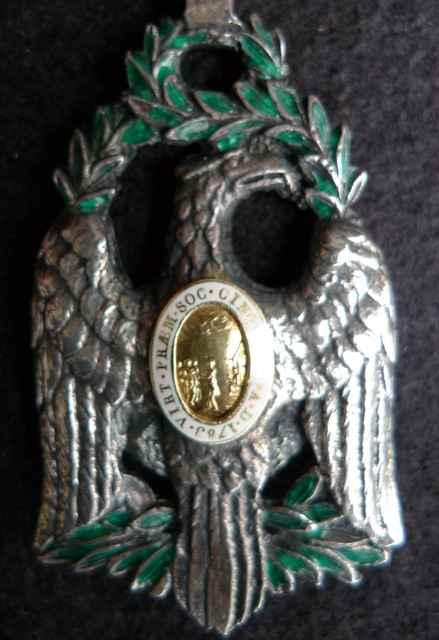

Орден Цинцінната  — орден, названий ім'ям римського патриція середини V ст. до н. е. Луція Квінкція Цинцінната (двічі призначався диктатором Римської республіки), що був заснований у США 13 травня 1783 р. та символізував доблесть, скромність і вірність громадському обов'язку. За задумом засновників, орден був  організацією найбільш гідних представників американського суспільства, прийняття в члени якої представляло особливо високу честь. Орденом нагороджувались американські та іноземні офіцери, котрі брали участь у Війні за незалежність північноамериканських колоній.

## Засновники
Джордж Вашингтон — головнокомандувач Континентальної армії;
Марі Жозеф де Лафаєт — офіцер французької армії, якому Конгрес доручив скласти список офіцерів-іноземців, які, на його думку, гідні цього ордена, а також надав можливість особисто їх нагородити;
П'єр Шарль Ланфан — французький художник і скульптор, з 1783 р. майор інженерних військ американської армії, що виготовив ескіз ордена Цинцінната, а згодом склав перший проект будівництва столиці США — Вашингтона;
Граф де Рошамбо — командуючий французьким експедиційним корпусом, який прибув на допомогу американським борцям за незалежність.

## Втрата статусу і сучасний стан
З самого початку орден (як організація) піддавався критиці в американському суспільстві як спроба заснувати в республіканській державі (США) спадкову аристократію. Лише кілька десятиліть після заснування орден перетворився на закриту спадкову організацію, і в цій якості існує до теперішнього часу. Таким чином, знак ордена вже не розглядається в складі системи американських нагород.